# 魯賓·拿美拉斯
魯賓·拿美拉斯（葡萄牙語：Rúben Lameiras，1994年12月22日—）是葡萄牙的職業足球運動員，司職左中場，現效力於英格蘭足球甲級聯賽高雲地利。

## 外部連結
- Template:Zerozero profile
- Soccerway資料庫：Rúben Lameiras